# Bourreria radula
Bourreria radula är en strävbladig växtart som först beskrevs av Jean Louis Marie Poiret, och fick sitt nu gällande namn av George Don jr. Bourreria radula ingår i släktet Bourreria och familjen strävbladiga växter. Inga underarter finns listade i Catalogue of Life.

## Bildgalleri